# Skiffia
Skiffia là một chi cá gồm bốn loài, đặc hữu vùng Mesa Central miền trung-tây México. Chúng chỉ sống trong lưu vực sông Lerma–Grande de Santiago, Ameca và Grande de Morelia, gồm cả hồ Chapala, Pátzcuaro, Zirahuén và Cuitzeo. Chúng cư ngụ trong vùng nước đứng hay chảy chậm như hồ, ao, rãnh và mương, ưa nơi nước nông.
Chúng kém trong việc chống chịu sự xuống cấp của môi trường. Ngoại lệ là S. bilineata mà nói chung là giỏi chịu phú dưỡng, nước đục và sự thay đổi thời tiết hơn. Cả bốn loài Skiffia đối mặt với một số sự đe dọa, và đã biến mất khỏi 50% địa bàn mà chúng từng cư trú. S. lermae và S. bilineata phân bố rộng nhất chi, sống khắp ba bang Michoacán, Jalisco và Guanajuato. S. multipunctata chỉ sống ở Michoacán còn S. francesae được IUCN tuyên bố là đã tuyệt chủng trong tự nhiên. Các cá thể S. francesae nuôi giữ hiện nay bắt nguồn từ một nơi duy nhất (Teuchitlán). S. francesae được nuôi trong một vài cơ sở nghiên cứu, vườn thú và bởi những người thích cá cảnh. Gốc gác chính xác của loài này chưa rõ ràng, song người ta cho rằng các cá thể hiện nay đều do R. Miller thu thập năm 1976.
Skiffia gồm những loài cá nhỏ dài 4 và 7 cm (1,6–2,8 in). Cá trống màu sắc sặc sỡ hơn cá mái, trên thân có vệt vàng hay đen.

## Loài
Hiện có bốn loài trong chi này theo FishBase, nhưng có học giả xếp S. bilineata vào chi riêng Neotoca.
- Skiffia bilineata (T. H. Bean, 1887) (Twoline skiffia)[9]
- Skiffia francesae Kingston, 1978 (Golden skiffia)[10]
- Skiffia lermae Meek, 1902 (Olive skiffia)[11]
- Skiffia multipunctata (Pellegrin, 1901) (Spotted skiffia)[12]